# وهيتمور (كورنوال)
وهيتمور (بالإنجليزية: Whitemoor, Cornwall)‏ هي قرية تقع في المملكة المتحدة في كورنوال.